# Tomhet, idel tomhet
Tomhet, idel tomhet är musikgruppen Ingentings tredje fullängdsalbum. Skivan släpptes på skivbolaget Labrador 9 september 2009.
Skivan är inspelad i Malmö och producerad av Jari Haapalainen. På spår åtta "Satans Högra Hand" är gruppen gästad av 5-åriga Truls.
Titeln kommer från andra versen i Predikaren: "Tomhet, idel tomhet, säger Predikaren, tomhet, idel tomhet, allt är tomhet."

## Låtlista
1. "Halleluja!"
2. "Medan vi sov"
3. "Ge tillbaka det"
4. "Dina händer är fulla av blommor"
5. "Led mig hem"
6. "Tack."
7. "Blanka blad"
8. "Satans högra hand"
9. "Lång väg"
10. "Låt floden komma"